# Hirabayashi Hatsunosuke

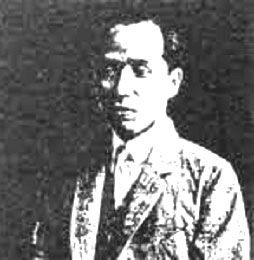
Hirabayashi Hatsunosuke

Hirabayashi Hatsunosuke (japanisch 平林 初之輔; geboren 8. November 1892 in Kyōto; gestorben 15. Juni 1931 in Paris) war ein japanischer Schriftsteller und Literaturkritiker. Er war bekannt als Theoretiker innerhalb der Proletarischen Literaturbewegung in Japan.

## Leben und Wirken
Hirabayashi Hatsunosuke machte seinen Studienabschluss an der Waseda-Universität. Während er als Übersetzer für eine Nachrichtenagentur arbeitete, wurde er Mitarbeiter bei der Literaturmagazin „Tane maku hito“. Er wurde ein Sprecher der Proletarischen Literaturbewegung mit der Veröffentlichung seiner Sammlung von Kritiken unter dem Titel „Musan kaikyū no bunka“ (無産階級の文化), etwa „Die Kultur der Besitzlosen“ im Jahr 1923. Es war die erste Veröffentlichung einer literarischen Theorie in Japan, die auf dem Dialektischen Materialismus basiert.
Später, in einem Artikel von 1929 „Seijiteki kachi to geijutsuteki kachi“ (政治的価値と芸術的価値), „Politischer Wert und künstlerischer Wert“ befürwortete er eine Gleichbehandlung politischer und künstlerischer Werte. Dieser Artikel stieß auf heftige Kritik derer in der proletarischen Bewegung, die im Sinne des Marxismus die Kunst als weniger wichtig ansahen, als politische Aktivitäten.
Später bemühte Hirabayashi sich, eine Literaturtheorie zu entwickeln, die auf dem französischen Positivismus basiert. 1931 ging er als internationaler Student der Waseda-Universität nach Frankreich und nahm als Vertreter Japans an der 1. Internationalen Tagung der Schriftstellervereinigung in Paris teil. Hirabayashi starb noch im selben Jahr in Paris.